# Pearl Bailey
Pour les articles homonymes, voir Bailey.
Pearl Bailey est une actrice et chanteuse américaine née le 29 mars 1918 à Newport News (Virginie) et morte le 17 août 1990 à Philadelphie (Pennsylvanie).

## Filmographie
- 1947 : Hollywood en folie (Variety Girl) de George Marshall : Pearl Bailey
- 1948 : Les Filles du major (Isn't It Romantic?) de Norman Z. McLeod : Addie
- 1954 : Carmen Jones : Frankie
- 1956 : Si j'épousais ma femme (That Certain Feeling) : Augusta aka Gussie
- 1958 : St. Louis Blues : tante Hagar
- 1959 : Porgy and Bess d'Otto Preminger : Maria
- 1960 : All the Fine Young Cannibals : Ruby Jones
- 1960 : Les Jeunes Loups : Ruby
- 1970 : Le Propriétaire (The Landlord) de Hal Ashby : Marge, la locataire
- 1971 : The Last Generation
- 1971 : The Pearl Bailey Show (série télévisée) : Host (unknown episodes, 1971)
- 1976 : Tubby the Tuba : Mrs. Elephant (voix)
- 1976 : Norman... Is That You? : Beatrice Chambers
- 1981 : Rox et Rouky (The Fox and the Hound) : Big Mama (voix)
- 1981 : All-Star Celebration Opening the Gerald R. Ford Presidential Museum (TV)
- 1982 : The Member of the Wedding (TV) : Bernice Sadie Brown
- 1956 : As the World Turns (série télévisée) : Corinne Bailey (unknown episodes, 1982)
- 1985 : Cindy Eller: A Modern Fairy Tale (TV) : Martha Dermody
- 1989 : Peter Gunn de Blake Edwards (TV) : la mère